# ژیگولوی رو به زوال
ژیگولوی رو به زوال یا ژیگولوی رو به افول (به انگلیسی: Fading Gigolo) فیلمی کمدی به کارگردانی جان تورتورو و محصول سال ۲۰۱۳ است. این فیلم با بازی وودی آلن، شارون استون، سوفیا ورگارا، ونسا پارادی، لیو شرایبر و تونیا پینکینز است. داستان فیلم درباره فردی است که پول نیاز دارد به دوستش پیشنهاد به یک دُن‌ خوان می‌دهد و خود برنامه ریز وی می‌شود. اما با بازشدن پای آن‌ها به این شغل، کار این دو پیچیده می‌شود. 

## داستان فیلم
دکتر پارکر (شارون استون) یک متخصص پوست و ثروت‌مند است. او از یکی از بیماران‌‌اش به نام موری(وودی آلن) و دوست دخترش سلیما (سوفیا ورگارا) می‌پرسد آیا مایل به یک رابطه سه‌نفره هستند؟.. 
موری، کتاب‌فروش است اما کتاب‌فروشی وی با شکست تجاری همراه شده، دوست و کارمند سابق اش فیوراوانته (جان تورتورو) که یک گلفروش است، متقاعد می‌کند که یک دن خوان شود، در این مسیر خود موری برنامه‌ریز فیوراوانته می‌شود. آن‌ها سریعا یک تجارت پررونق ژیگولو به راه می‌اندازند. موری با اتلا (تونیا پینکینز) و فرزندانش زندگی می‌کند که روزی یکی از فرزندان اتلا که یک پسر است، با شپش درگیر می‌شود. موری پسرکی که به شپش درگیر شده را به نزد بیوه جذابی به اسم اویتال (ونسا پارادی) برای درمان می‌برد. اویتال در حین درمان شپش پسرک، باعث اغوا موری می‌شود و سپس به موری اجازه می‌دهد کمر او را لمس کند که پس از لمس شدن کمر اویتال توسط موری، موری گریه اش می‌گیرد، زیرا آن اولین لمس اش پس از دو سال از مرگ همسرش، است. دووی (لیو شرایبر) که برای یک شو به اسم مریام، در محله ویلیامزبورگ، بروکلین کار می کند، مشکوک می شود و موری را تعقیب می کند. دوی عاشق اویتال است اما تا به حال به او ابراز علاقه نکرده.  
فیوروانته به مدیریت طولانی برنامه ریزی شده، احضار می شود ، اما او نمی‌تواند آن را به پایان برساند. دو زن با خوشحالی حقیقت را می فهمند - او عاشق شده است. فیوروانته توسط گروهی از حسیده ها ربوده می شود و به دادگاه برده می شود و مورد بازجویی قرار می گیرد. اویتال صحبت های دادگاه را قطع می کند و اعتراف می کند که قوانین حیا را زیر گذاشته است(همان لمسی که موری آن را با اویتال انجام داد)، اما نه بیشتر، و توضیح می دهد که او تنها است. اویتال اکنون دوی را می پذیرد اما او را مجبور می کند او را به فیوروانته با خداحافظی کند. فیوراوانته به موری می‌گوید که می‌رود، هر چند که از بعد از برخورد با یک زن زیبای دیگر در کافه صرف نظر می‌کند.

## بازیگران
• جان تورتورو در نقش فیوروانته 
• وودی آلن در نقش موری 
• شارون استون در نقش دکتر پارکر 
• سوفیا ورگارا در نقش سلیما 
• ونسا پارادی در نقش اویتال 
• لیو شرایبر در نقش دوی 
• تونیا پینکینز در نقش اُتلا 
• آیدا تورتورو در نقش همسر راننده 
• باب بالابان در نقش سول

## اکران
ژیگولوی رو به زوال در بخش ارائه ویژه در جشنواره بین‌المللی فیلم تورنتو ۲۰۱۳ در ۸ سپتامبر ۲۰۱۳ به اکران در آمد.

## پس از اکران
ژیگولوی رو به زوال در زمان اکران نقد‌های متفاوتی دریافت کرد. این فیلم در سایت راتن تومیتوز نمره ۵.۸۵ از ۱۰ دریافت کرد. در اجماع سایت آمده است:«به طور مسلم مبتذل و مضحک، ژیگولوی رو به زوال مسافت پیموده‌ای شگفت‌انگیز از شیمی سرگرم‌کننده بین دو ستاره خود دریافت می‌کند.» در وب‌سایت دیگری، بر اساس بررسی‌های ۳۸ منتقد، امتیاز ۱۰۰/۵۸ (نشانگر متوسط) است. 
جفری مک‌ناب از ایندیپندنت ۳ ستاره از ۵ ستاره به این فیلم داد و خاطرنشان کرد که «ترفند تورتورو این است که شخصیت‌های کلیشه‌ای را به تصویر بکشد و آن‌ها را به شیوه‌ای نامتعارف و غافلگیرکننده به تصویر بکشد.»